# Ніколає Паулеску
Ніколає Паулеску (30 жовтня 1869, Бухарест — 17 липня 1931, там само) — румунський фізіолог, лікар і політик, відомий як фактичний першовідкривач панкреїну (пізніше названого інсуліном). Відомий також як співзасновник Національного Християнського Союзу, а пізніше Національно-християнської Ліги Захисту Румунії.
Народився в Бухаресті в родині багатого купця. З дитинства відрізняювся великими здібностями до природничих наук і мов (зокрема, вже в ранньому віці вільно розмовляв латинською, грецькою та французькою).  Закінчив середню школу в Бухаресті в 1888 році. Восени того ж року вступив до Паризької медичної школи, яку закінчив зі ступенем бакалавра медицини в 1897 році. Після цього відразу ж був призначений помічником хірурга в паризькій лікарні Notre-Dame du Perpétuel-Secours, в якій почав працювати ще в період навчання, з 1894 року. У 1897-1898 роках співпрацював в Journal de Médecine. Одночасно він викладав хімію і загальну фізіологію в Паризькому університеті. В 1899 році отримав ступінь магістра, а в 1901 році габілітувався. У 1900 році повернувся до Румунії, де отримав посади на кафедрі фізіології на медичному факультеті Бухарестського університету і професора клінічної медицини в бухарестській лікарні Сан-Вінсент де Поль. 11 лютого 1905 року він очолив кафедру фізіології і займав цю посаду до останнього дня життя.
Прообраз панкреїну йому вдалося синтезувати в 1916 році (дослід проводився на хворій на діабет собаці), проте до своїх досліджень він зміг повноцінно повернутися тільки після Першої світової війни. Результати своїх досліджень він опублікував у Парижі в чотирьох статтях, надрукованих у період з квітня по червень 1921 року. Патент на метод виробництва панкреїну Паулеску отримав 10 квітня 1922 року, однак клінічних випробувань цього засобу на людях він не проводив, тому офіційно першовідкривачами інсуліну вважаються канадці Бантінг і Маклеод, і в підсумку Нобелівську премію за це відкриття отримали саме вони, а не Паулеску. У 1990 році його було посмертно обрано членом Румунської академії наук, у 1993 році на його честь було названо Румунський інститут дослідження діабету.
Паулеску був відомий також завдяки своєму послідовному антисемітизму. У 1928 році він опублікував книгу Degenerarea rasei jidănești (укр. «Виродження єврейської раси»), в якій, зокрема, намагався довести, що мозок євреїв важить менше, ніж мозок людей «арійської раси». Ґрунтуючись на своїх твердженнях про низьку вагу головного мозку серед євреїв, як найбільш наочні приклади єврейської дегенерації наводив Анатоля Франса, Альберта Ейнштейна і Анрі Бергсона. Через протести з боку єврейських громад Франції йому в 2003 році не було встановлено пам'ятний бюст в цій країні. На думку румунського академіка-єврея Ніколає Каджала, у ставленні до Паулеску необхідно відокремлювати його внесок у науку від його антисемітських поглядів. У 1920-ті роки Паулеску також був відомий як один з головних у Румунії противників теорії еволюції Дарвіна. В одній зі статей він названий «головним ідеологом фашизму в румунській медицині». У 1922 році він став співзасновником партії Національний Християнський Союз — першої партії в Європі, яка офіційно використовувала в якості свого символу свастику, попередниці Залізної гвардії.